# 阿尔卡索瓦
阿尔卡索瓦是葡萄牙波塔莱格雷区的一个堂区。总面积9.22平方公里，总人口3865人，人口密度249.9人/平方公里。